# Bibrachium euplectellae
Bibrachium euplectellae is een hydroïdpoliep uit de familie NULL. De poliep komt uit het geslacht Bibrachium. Bibrachium euplectellae werd in 1880 voor het eerst wetenschappelijk beschreven door Schulze. 